# Concours Eurovision de la chanson 2004
Under The Same Sky
- Pays participants qualifiés pour la finale
- Pays participants éliminés en demi-finale
- Pays ayant participé dans le passé

Riga 2003 Kiev 2005
Le Concours Eurovision de la chanson 2004 fut la quarante-neuvième édition du concours. Il se déroula les mercredi 12 et samedi 15 mai 2004, à Istanbul, en Turquie. Il fut remporté par l’Ukraine, avec la chanson Wild Dances, interprétée par Ruslana. La Serbie-et-Monténégro termina deuxième et la Grèce, troisième.

## Organisation
La Turquie, qui avait remporté l'édition 2003, se chargea de l’organisation de l’édition 2004.
La production hésita à propos de la ville où se tiendrait le concours. Après avoir envisagé un temps Ankara, la capitale du pays, elle opta finalement pour Istanbul. Cela lui permit de mettre l’accent sur la symbolique de la ville-pont, reliant deux continents. Ensuite, la production retint comme salle le Mydonose Showland, puis se ravisa pour l’Abdi İpekçi Arena. Cette dernière, qui avait été inaugurée en 1986 et accueillait des compétitions de basket, fut retenue, car plus vaste et plus pratique pour un évènement de cette importance.
Face au nombre croissant de pays souhaitant concourir, l’UER décida de supprimer le système des relégations et d’introduire une demi-finale, afin de déterminer les finalistes. Désormais, seraient qualifiés d’office pour cette dernière : les quatre contributeurs financiers les plus importants de l’Union (les « Big Four » - l’Allemagne, l’Espagne, la France et le Royaume-Uni) ainsi que les dix autres pays ayant terminé en tête du classement (ce compris le pays vainqueur). Tous les autres pays devraient passer par la demi-finale, organisée le mercredi précédant la finale et au terme de laquelle dix autres pays se qualifieraient.

## Pays participants
Trente-six pays participèrent au quarante-neuvième concours, un nouveau record rendu possible par l’introduction de la demi-finale.
Les cinq pays relégués l’année précédente firent leur retour. Il s’agissait du Danemark, de la Finlande, de la Lituanie, de la Macédoine et du Portugal.
Après 25 années d’absence et une dernière participation en 1979, Monaco fit également son retour.
Enfin, quatre pays firent leurs débuts : l'Albanie, Andorre, la Biélorussie et la Serbie-et-Monténégro.

## Format et thème

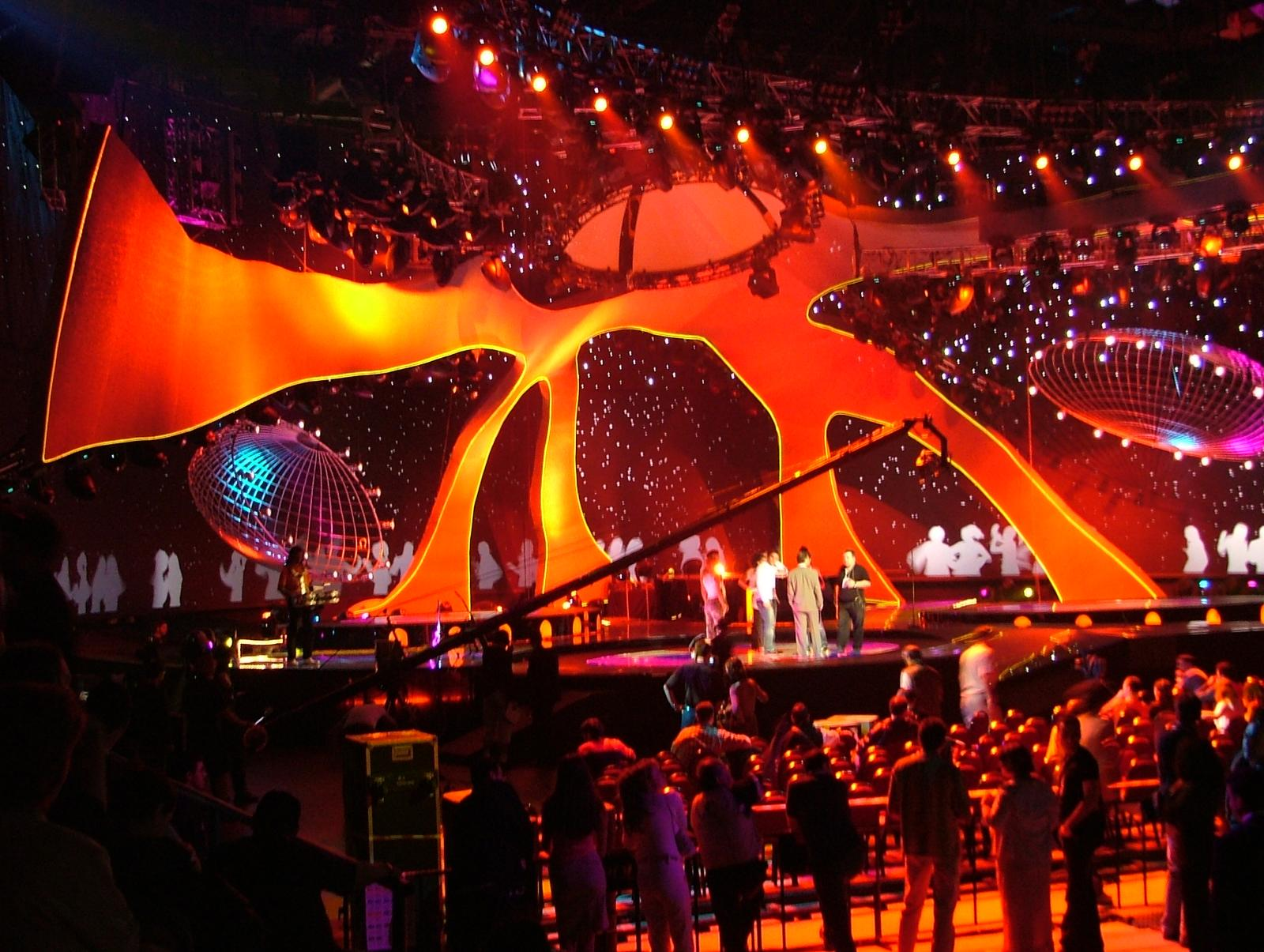
La scène et le décor.

Le superviseur délégué sur place par l'UER fut Svante Stockselius.
Pour la toute première fois, un DVD fut publié après le concours, contenant l’intégralité de la demi-finale et de la finale. En outre, le site Internet www.eurovision.tv fut officiellement repris par l’UER et devint ainsi la plate-forme de communication privilégiée de l’Union.
Afin de lui donner une identité plus permanente et durable, l’UER décida de doter le concours d’un logo générique. Celui-ci reprenait le mot « Eurovision » sous une forme stylisée. La lettre « v », centrale, avait la forme d’un cœur, encadrant le drapeau national du pays organisateur.
Le slogan retenu fut « Under The Same Sky » (« Sous le même ciel »). Il servit d’inspiration à la conception de la scène. Celle-ci se composait de deux niveaux encastrés l’un dans l’autre. Le niveau inférieur, de forme ovoïdale, comportait un écran incrusté dans le sol. Le niveau supérieur qui s’avançait vers le public, comportait trois podiums circulaires de couleur noire possédant un écran incrusté dans leur face supérieure. Le décor consistait en une forme organique opaque surplombant la scène et dotée en son sommet d’une coupole lumineuse. L’arrière-fond était fait d’écrans LED.

## Présentateurs
Les présentateurs des deux soirées furent Meltem Cumbul et Korhan Abay. Ils s’exprimèrent en anglais, en français et en turc.

## Cartes postales
Les cartes postales débutaient par une projection du logo du concours, sur fond du panorama urbain d’Istanbul. S’ensuivait une vidéo présentant les richesses culturelles et touristiques de la Turquie. Enfin, Azra Akin, Miss Monde 2002, apparaissait à l’écran, soufflant des pétales de rose d'où sortait le drapeau national du pays participant.

## Premier incident
Durant les répétitions, la représentante ukrainienne, Ruslana et ses danseurs endommagèrent le plancher de la scène. Ils fêlèrent certains écrans LED qui durent être remplacés.

## Demi-finale
La demi-finale eut lieu le mercredi 12 mai 2004 et dura près de deux heures et trois minutes.
Vingt-deux pays concoururent pour une des dix places en finale.
Les pays déjà qualifiés pour la finale n’étaient pas obligés de diffuser la demi-finale. Trois pays usèrent de cette possibilité : la France, la Pologne et la Russie. Quant aux pays qualifiés qui avaient décidé de diffuser la demi-finale, ils purent participer au vote.

### Ouverture
La demi-finale s’ouvrit sur une courte animation du logo. La caméra montra le public dans la salle. S’ensuivit une courte démonstration de derviches tourneurs. Les présentateurs entrèrent alors en scène, pour les présentations d’usage. Ils remercièrent la Lettonie pour avoir organisé le concours l’année précédente. En conclusion, Meltem Culbum fit chanter Nel blu dipinto di blu au public.-

### Deuxième incident
Juste avant le passage de la chanson slovène, la télévision publique turque lança par erreur une page de publicité. Par conséquent, les téléspectateurs turcs ne virent pas la prestation du groupe Platin et la Turquie n’attribua aucun point à la Slovénie.

### Pauses commerciales
Durant la première pause commerciale, Meltem Cumbul échangea quelques mots avec les artistes présents dans la green room. Piero Esteriore et la délégation suisse chantèrent Stand By Me et David D’Or, une aria. Le pays suivant la pause étant Malte, Meltem Cumbul dit en matière de transition : « From Meltem to Malta ! »
Durant la seconde pause, Korhan Abay discuta avec Željko Joksimović, le groupe Re-Union et Deen.

### Entracte
Le spectacle d'entracte débuta par une courte prestation du ballet Fire of Anatolia (Feu d’Anatolie).
S’ensuivit la projection de ABBA : Our Last Video Ever (ABBA : notre toute dernière vidéo). Il s’agissait de célébrer le trentième anniversaire de la victoire du groupe au concours, en 1974. La scène se déroulait à Stockholm, cette année-là. Un imprésario vient auditionner auprès d’un producteur de musique, pour un spectacle de marionnettes animées. Ces dernières étaient à l’image de quatre membres d’ABBA. Après les avoir entendues chanter Take A Chance On Me, Dancing Queen et Waterloo, le producteur refuse de les engager. Découragés, les marionnettes et leur manager reprennent l’ascenseur et croisent à ce moment, les sosies d’ABBA. La vidéo comportait une brève apparition des membres originels du groupe (Benny Andersson, Agnetha Fältskog, Anni-Frid Lyngstad et Björn Ulvaeus), ainsi que de Cher. En outre, toutes les répliques étaient tirées des chansons d'ABBA.
L’entracte se conclut par la présentation des quatorze pays déjà qualifiés pour la finale.

### Vote
Les téléspectateurs votèrent par téléphone et par SMS pour leurs chansons préférées. Les votes ainsi exprimés furent agrégés en 1, 2, 3, 4, 5, 6, 7, 8, 10 et 12 points. Le résultat du vote ne fut révélé qu’après la finale du samedi, pour maintenir le suspense intact.
Le vote fut lancé par Korhan Abay qui frappa sur un gong et prononça pour la toute première fois, la phrase rituelle : « Europe, start voting ! ». Pour la première fois également, le décompte du temps de vote restant fut affiché à l’écran.
Les résultats furent révélés en direct par Cumbul et Abay. Ils ouvrirent au hasard dix enveloppes rouges, renfermant les noms des dix pays qualifiés. Exceptionnellement, les résultats obtenus par les pays non qualifiés furent ensuite affichés à l’écran.
Enfin, pour la toute première fois, la Turquie attribua des points à Chypre.

### Résultats
Durant l’annonce des résultats, la caméra fit systématiquement un plan sur les artistes qualifiés. Apparurent ainsi à l'écran et dans l'ordre : Željko Joksimović, Julie & Ludwig, Re-Union, Anjeza Shahini, Ruslana, Ivan Mikulić, Deen, Toše Proeski, Sakis Rouvas et Lisa Andreas.
Dix pays se qualifièrent donc pour la finale : l’Albanie, la Bosnie-Herzégovine, la Croatie, Chypre, la Grèce, la Macédoine, Malte, les Pays-Bas, la Serbie-et-Monténégro et l’Ukraine. La demi-finale se conclut par la montée sur scène et l’acclamation des dix nouveaux finalistes. Les douze pays non qualifiés conservèrent leur droit de vote pour la finale.
La Suisse termina dernière, avec "nul point".
| Ordre | Pays                 | Artiste(s)                           | Chanson                       | Langue(s)          | Place | Points |
| ----- | -------------------- | ------------------------------------ | ----------------------------- | ------------------ | ----- | ------ |
| 01    | Finlande             | Jari Sillanpää                       | Takes 2 To Tango              | Anglais            | 14    | 51     |
| 02    | Biélorussie          | Aleksandra & Konstantin              | My Galileo                    | Anglais            | 19    | 10     |
| 03    | Suisse               | Piero & The Music Stars              | Celebrate!                    | Anglais            | 22    | 0      |
| 04    | Lettonie             | Fomins & Kleins                      | Dziesma par laimi             | Letton             | 17    | 23     |
| 05    | Israël               | David D'Or                           | Leha'amin (להאמין)            | Anglais, hébreu    | 11    | 57     |
| 06    | Andorre              | Marta Roure                          | Jugarem a estimar-nos         | Catalan            | 18    | 12     |
| 07    | Portugal             | Sofia Vitória                        | Foi magia                     | Portugais          | 15    | 38     |
| 08    | Malte                | Julie & Ludwig                       | On Again... Off Again         | Anglais            | 8     | 74     |
| 09    | Monaco               | Märyon                               | Notre planète                 | Français           | 19    | 10     |
| 10    | Grèce                | Sákis Rouvás                         | Shake It                      | Anglais            | 3     | 238    |
| 11    | Ukraine              | Ruslana                              | Wild Dances                   | Anglais, ukrainien | 2     | 256    |
| 12    | Lituanie             | Linas & Simona                       | What's Happened to Your Love? | Anglais            | 16    | 26     |
| 13    | Albanie              | Anjeza Shahini                       | The Image of You              | Anglais            | 4     | 167    |
| 14    | Chypre               | Lisa Andreas                         | Stronger Every Minute         | Anglais            | 5     | 149    |
| 15    | Macédoine            | Toše Proeski                         | Life                          | Anglais            | 10    | 71     |
| 16    | Slovénie             | Platin                               | Stay Forever                  | Anglais            | 21    | 5      |
| 17    | Estonie              | Neikõsõ                              | Tii                           | Võro               | 11    | 57     |
| 18    | Croatie              | Ivan Mikulić                         | You Are the Only One          | Anglais            | 9     | 72     |
| 19    | Danemark             | Tomas Thordarson                     | Shame On You                  | Anglais            | 13    | 56     |
| 20    | Serbie-et-Monténégro | Željko Joksimović & Ad Hoc Orchestra | Lane moje                     | Serbe              | 1     | 263    |
| 21    | Bosnie-Herzégovine   | Deen                                 | In the Disco                  | Anglais            | 7     | 133    |
| 22    | Pays-Bas             | Re-Union                             | Without You                   | Anglais            | 6     | 146    |

### Troisième incident
Une heure après la fin de la retransmission, l’UER découvrit des problèmes dans le décompte des points, en Croatie et à Monaco. Une correction dut être apportée, des votes téléphoniques n’ayant pas été comptabilisés. Ce recomptage n’affecta pas les résultats de la demi-finale.

## Finale
La finale eut lieu le samedi 15 mai 2004 et dura près de trois heures et quinze minutes.
Vingt-quatre pays concoururent pour la victoire.
Avant le concours, les chansons ukrainienne, serbo-monténégrine et grecque  étaient données favorites. Finalement, elles terminèrent aux trois premières places du classement général.
La représentante ukrainienne, Ruslana, entreprit dans les mois précédant le concours, une vaste tournée promotionnelle. Elle visita de nombreux pays européens, ce qui eut un impact certain sur sa victoire.

### Ouverture
La finale s’ouvrit sur une courte vidéo, montrant des vues aériennes d’Istanbul, de jour puis de nuit, et se concluant par un plan sur l’Abdi İpekçi Arena. La caméra dévoila la scène et un hélicoptère se posa en trompe-l’œil dans le décor. La gagnante de l’année précédente, Sertab Erener, fit alors son entrée et interpréta Everyway That I Can, sa chanson victorieuse, suivie de Leave.
Les présentateurs montèrent ensuite sur le podium et remercièrent Sertab Erener. Ils firent les présentations d’usage et comme lors de la demi-finale, Meltem Cumbul fit chanter Nel blu dipinto di blu au public.

### Pauses commerciales
Durant la première pause commerciale, les présentateurs entrèrent en communication satellite avec Hambourg et Thomas Anders. Mais, malgré les tentatives de la production, ils ne purent contacter Istanbul et Las Palmas.
Durant la seconde pause, au milieu de la procédure de vote, Sertab Erener apparut dans la green room. Elle échangea quelques mots avec les membres du groupe Athena. Les commentateurs, de leur côté, purent enfin joindre Las Palmas.

### Entracte
Le spectacle d'entracte fut le ballet dansé et chanté Fire of Anatolia.
Sertab Erener réapparut ensuite à l’écran. Elle échangea quelques mots avec Ruslana, Max, Stefan Raab et le groupe Re-Union.

### Vote
Les téléspectateurs votèrent par téléphone et par SMS pour leurs chansons préférées. Les votes ainsi exprimés furent agrégés en 1, 2, 3, 4, 5, 6, 7, 8, 10 et 12 points. Les pays furent contactés par satellite, selon l'ordre alphabétique de leurs abréviations internationales. Les points furent énoncés dans l’ordre ascendant, de un à douze.
Comme en demi-finale, le vote fut lancé par Korhan Abay qui frappa sur un gong et prononça la phrase rituelle : « Europe, start voting ! ».
La procédure de vote connut une légère modification. Afin d’économiser sa durée, les points attribués ne furent plus répétés par les présentateurs que dans une seule langue : le français, si les points étaient énoncés en anglais ; l’anglais, si les points étaient énoncés en français.
Durant le vote, la caméra fit systématiquement un plan sur les participants qui recevaient "douze points". Apparurent ainsi à l'écran Ramón, Sakis Rouvas, Željko Joksimović, Athena, Julia Savicheva, Toše Proeski, Lena Philipsson, Max, Lisa Andreas, Jonatan Cerrada et Anjeza Shahini.
Pour la première fois, apparut à l’écran la mention « 12 points from [pays votant] to [pays récipiendaire] ».
Le porte-parole polonais fut le tout premier à user d’un accessoire. Au moment d’attribuer les "douze points" de son pays, il sortit un cœur de plastique rouge qu’il alluma.
Dès le début du vote, quatre pays se détachèrent : la Grèce, la Serbie-et-Monténégro, la Turquie et l’Ukraine. Il fallut attendre le vingt-et-unième vote, celui de l'Islande, pour que l’Ukraine s’empare définitivement de la tête.

### Controverse
L’appel des porte-paroles débutait systématiquement par un plan sur la carte de leur pays. Mais lorsque fut arrivé le tour de contacter la porte-parole chypriote, la production turque n’afficha pas la carte de Chypre, afin d’éviter toute controverse sur la division de l’île et l’existence de la république de Chypre du Nord.

### Résultats
Ce fut la première victoire de l’Ukraine au concours.
Ce fut la troisième année consécutive qu’une femme ayant coécrit et interprété sa chanson, remporta le concours, après Marie N en 2002 et Sertab Erener en 2003.
Ruslana reçut le trophée de la victoire des mains de Sertab Erener. Lorsque celle-ci monta sur scène, elle perdit sa chaussure gauche, son talon s’étant coincé dans un grillage.
Les présentateurs conclurent la finale sur une citation de Mustafa Kemal Atatürk, fondateur de la République turque : « Paix dans la patrie, paix dans le monde ! »
Par la suite, Ruslana deviendra une héroïne de la Révolution orange ukrainienne et un soutien important du président Viktor Iouchtchenko.
Pour la toute première fois, deux chansons non gagnantes obtinrent un score supérieur à 200 points : la chanson serbo-monténégrine (263 points) et la chanson grecque (252 points).
| Ordre | Pays                 | Artiste(s)                           | Chanson                     | Langue(s)          | Place | Points |
| ----- | -------------------- | ------------------------------------ | --------------------------- | ------------------ | ----- | ------ |
| 01    | Espagne              | Ramón                                | Para llenarme de ti         | Espagnol           | 10    | 87     |
| 02    | Autriche             | Tie Break                            | Du bist                     | Allemand           | 21    | 9      |
| 03    | Norvège              | Knut Anders Sørum                    | High                        | Anglais            | 24    | 3      |
| 04    | France               | Jonatan Cerrada                      | À chaque pas                | Français, espagnol | 15    | 40     |
| 05    | Serbie-et-Monténégro | Željko Joksimović & Ad Hoc Orchestra | Lane moje                   | Serbe              | 2     | 263    |
| 06    | Malte                | Julie & Ludwig                       | On Again... Off Again       | Anglais            | 12    | 50     |
| 07    | Pays-Bas             | Re-Union                             | Without You                 | Anglais            | 20    | 11     |
| 08    | Allemagne            | Max                                  | Can't Wait Until Tonight    | Anglais, turc      | 8     | 93     |
| 09    | Albanie              | Anjeza Shahini                       | The Image of You            | Anglais            | 7     | 106    |
| 10    | Ukraine              | Ruslana                              | Wild Dances                 | Anglais, ukrainien | 1     | 280    |
| 11    | Croatie              | Ivan Mikulić                         | You Are the Only One        | Anglais            | 12    | 50     |
| 12    | Bosnie-Herzégovine   | Deen                                 | In the Disco                | Anglais            | 9     | 91     |
| 13    | Belgique             | Xandee                               | 1 Life                      | Anglais            | 22    | 7      |
| 14    | Russie               | Julia Savicheva                      | Believe Me                  | Anglais            | 11    | 67     |
| 15    | Macédoine            | Toše Proeski                         | Life                        | Anglais            | 14    | 47     |
| 16    | Grèce                | Sákis Rouvás                         | Shake It                    | Anglais            | 3     | 252    |
| 17    | Islande              | Jónsi                                | Heaven                      | Anglais            | 19    | 16     |
| 18    | Irlande              | Chris Doran                          | If My World Stopped Turning | Anglais            | 22    | 7      |
| 19    | Pologne              | Blue Café                            | Love Song                   | Anglais, espagnol  | 17    | 27     |
| 20    | Royaume-Uni          | James Fox                            | Hold Onto Our Love          | Anglais            | 16    | 29     |
| 21    | Chypre               | Lisa Andreas                         | Stronger Every Minute       | Anglais            | 5     | 170    |
| 22    | Turquie H T          | Athena                               | For Real                    | Anglais            | 4     | 195    |
| 23    | Roumanie             | Sanda Ladosi                         | I Admit                     | Anglais            | 18    | 18     |
| 24    | Suède                | Lena Philipsson                      | It Hurts                    | Anglais            | 5     | 170    |

## Anciens participants
Pour la seconde année consécutive, il n'y eut aucun ancien participant de retour. Ce fut la cinquième fois dans l'histoire du concours, après 1970, 1989, 2001 et 2003.

## Tableaux des votes
Lors de la demi-finale, la Grèce et l'Ukraine ont reçu des points de tous les autres pays.

### Demi-finale
| Drapeau de l'Albanie | Drapeau de l'Allemagne                            | Drapeau d'Andorre | Drapeau de l'Autriche | Drapeau de la Belgique |    | Drapeau de la Bosnie-Herzégovine | Drapeau de Chypre | Drapeau de la Croatie | Drapeau du Danemark | Drapeau de l'Espagne | Drapeau de l'Estonie | Drapeau de la Finlande | Drapeau de la Grèce | Drapeau de l'Irlande | Drapeau de l'Islande | Drapeau d’Israël | Drapeau de la Lettonie | Drapeau de la Lituanie | Drapeau de la Macédoine du Nord | Drapeau de Malte | Drapeau de Monaco | Drapeau de la Norvège | Drapeau des Pays-Bas | Drapeau du Portugal | Drapeau de la Roumanie | Drapeau du Royaume-Uni | Drapeau de Serbie-et-Monténégro | Drapeau de la Slovénie | Drapeau de la Suède | Drapeau de la Suisse | Drapeau de la Turquie | Drapeau de l'Ukraine | Total |    |     |
| Pays                 | Finlande                                          | 7                 | –                     | –                      | –  | 1                                | –                 | –                     | 6                   | –                    | –                    | 3                      | 7                   |                      | 5                    | –                | 3                      | –                      | –                               | –                | 2                 | –                     | 6                    | 3                   | –                      | –                      | –                               | –                      | –                   | –                    | 8                     | –                    | –     | –  | 51  |
| Pays                 | Biélorussie                                       | –                 | –                     | –                      | –  | –                                |                   | –                     | –                   | –                    | –                    | –                      | 2                   | –                    | –                    | –                | 1                      | –                      | –                               | 2                | –                 | –                     | –                    | –                   | –                      | –                      | –                               | –                      | –                   | –                    | –                     | –                    | –     | 5  | 10  |
| Pays                 | Suisse                                            | –                 | –                     | –                      | –  | –                                | –                 | –                     | –                   | –                    | –                    | –                      | –                   | –                    | –                    | –                | –                      | –                      | –                               | –                | –                 | –                     | –                    | –                   | –                      | –                      | –                               | –                      | –                   | –                    | –                     |                      | –     | –  | 0   |
| Pays                 | Lettonie                                          | –                 | –                     | –                      | –  | –                                | 4                 | –                     | –                   | –                    | –                    | –                      | 5                   | –                    | –                    | 4                | –                      | 2                      |                                 | 6                | –                 | –                     | 2                    | –                   | –                      | –                      | –                               | –                      | –                   | –                    | –                     | –                    | –     | –  | 23  |
| Pays                 | Israël                                            | 5                 | 1                     | 3                      | 1  | 2                                | 3                 | –                     | 2                   | –                    | 2                    | 4                      | –                   | 2                    | 3                    | –                | –                      |                        | –                               | –                | –                 | 6                     | –                    | –                   | 2                      | 7                      | 5                               | 2                      | 3                   | –                    | –                     | –                    | 4     | –  | 57  |
| Pays                 | Andorre                                           | –                 | –                     |                        | –  | –                                | –                 | –                     | –                   | –                    | –                    | 12                     | –                   | –                    | –                    | –                | –                      | –                      | –                               | –                | –                 | –                     | –                    | –                   | –                      | –                      | –                               | –                      | –                   | –                    | –                     | –                    | –     | –  | 12  |
| Pays                 | Portugal                                          | –                 | –                     | 12                     | –  | 4                                | –                 | –                     | –                   | –                    | –                    | 6                      | –                   | –                    | –                    | –                | –                      | –                      | –                               | –                | –                 | –                     | 1                    | –                   | –                      |                        | 8                               | –                      | –                   | –                    | –                     | 7                    | –     | –  | 38  |
| Pays                 | Malte                                             | 6                 | –                     | 5                      | –  | –                                | 1                 | 4                     | –                   | 1                    | 4                    | –                      | 10                  | –                    | 1                    | 1                | 2                      | 6                      | 7                               | 7                | 4                 |                       | –                    | –                   | 3                      | 4                      | –                               | 5                      | –                   | 1                    | –                     | –                    | –     | 2  | 74  |
| Pays                 | Monaco                                            | 2                 | –                     | 4                      | –  | –                                | –                 | –                     | 4                   | –                    | –                    | –                      | –                   | –                    | –                    | –                | –                      | –                      | –                               | –                | –                 | –                     |                      | –                   | –                      | –                      | –                               | –                      | –                   | –                    | –                     | –                    | –     | –  | 10  |
| Pays                 | Grèce                                             | 12                | 10                    | 8                      | 5  | 10                               | 8                 | 5                     | 12                  | 6                    | 3                    | 7                      | 4                   | 5                    |                      | 2                | 6                      | 12                     | 6                               | 8                | 7                 | 12                    | 4                    | 5                   | 6                      | 8                      | 12                              | 12                     | 10                  | 4                    | 4                     | 3                    | 12    | 10 | 238 |
| Pays                 | Ukraine                                           | 3                 | 6                     | 10                     | 4  | 8                                | 12                | 7                     | 8                   | 8                    | 6                    | 10                     | 12                  | 8                    | 7                    | 10               | 10                     | 10                     | 10                              | 12               | 8                 | 10                    | 5                    | 7                   | 7                      | 12                     | 7                               | 7                      | 8                   | 8                    | 6                     | 2                    | 8     |    | 256 |
| Pays                 | Lituanie                                          | –                 | –                     | –                      | –  | –                                | 2                 | –                     | 7                   | –                    | –                    | –                      | –                   | –                    | 2                    | 3                | –                      | 1                      | 8                               |                  | –                 | 3                     | –                    | –                   | –                      | –                      | –                               | –                      | –                   | –                    | –                     | –                    | –     | –  | 26  |
| Pays                 | Albanie                                           |                   | 8                     | 6                      | 7  | 5                                | –                 | 6                     | 1                   | 7                    | 7                    | 2                      | 1                   | 6                    | 8                    | 5                | 4                      | 4                      | 5                               | –                | 12                | 8                     | 3                    | 8                   | 5                      | 2                      | 6                               | 6                      | 6                   | 5                    | 7                     | 10                   | 6     | 1  | 167 |
| Pays                 | Chypre                                            | –                 | 4                     | 2                      | 6  | 6                                | 6                 | –                     |                     | 2                    | 5                    | 1                      | 6                   | 7                    | 12                   | 8                | 8                      | 3                      | 3                               | 4                | –                 | 5                     | 12                   | 4                   | 10                     | 3                      | 1                               | 10                     | 2                   | 3                    | 3                     | 1                    | 5     | 7  | 149 |
| Pays                 | Macédoine                                         | 8                 | 3                     | –                      | 2  | –                                | –                 | 8                     | –                   | 5                    | 1                    | –                      | –                   | –                    | 4                    | –                | –                      | –                      | –                               | –                |                   | 1                     | –                    | –                   | 1                      | –                      | 4                               | –                      | 12                  | 6                    | 2                     | 5                    | 3     | 6  | 71  |
| Pays                 | Slovénie                                          | –                 | –                     | –                      | –  | –                                | –                 | 1                     | –                   | 3                    | –                    | –                      | –                   | –                    | –                    | –                | –                      | –                      | –                               | –                | 1                 | –                     | –                    | –                   | –                      | –                      | –                               | –                      | –                   |                      | –                     | –                    | –     | –  | 5   |
| Pays                 | Estonie                                           | 1                 | –                     | –                      | –  | –                                | –                 | –                     | –                   | –                    | –                    | –                      |                     | 12                   | –                    | –                | 7                      | –                      | 12                              | 10               | –                 | –                     | –                    | 1                   | –                      | 5                      | –                               | 1                      | 4                   | –                    | 1                     | –                    | –     | 3  | 57  |
| Pays                 | Croatie                                           | –                 | 5                     | –                      | 8  | –                                | 7                 | 10                    | –                   |                      | –                    | –                      | –                   | 1                    | –                    | –                | –                      | –                      | 1                               | 3                | 6                 | –                     | –                    | –                   | 4                      | 1                      | –                               | –                      | 5                   | 7                    | –                     | 6                    | –     | 8  | 72  |
| Pays                 | Danemark                                          | –                 | –                     | –                      | –  | –                                | –                 | 3                     | 3                   | –                    |                      | –                      | 3                   | 4                    | –                    | –                | 12                     | 5                      | –                               | –                | –                 | 2                     | 10                   | 6                   | –                      | –                      | 2                               | –                      | –                   | –                    | 5                     | –                    | 1     | –  | 56  |
| Pays                 | Serbie-et-Monténégro                              | 4                 | 12                    | 1                      | 12 | 7                                | 10                | 12                    | 10                  | 12                   | 10                   | 8                      | –                   | 10                   | 10                   | 6                | –                      | 8                      | 4                               | 1                | 10                | 4                     | 7                    | 10                  | 12                     | 10                     | 10                              | 8                      |                     | 12                   | 12                    | 12                   | 7     | 12 | 263 |
| Pays                 | Bosnie-Herzégovine                                | 10                | 7                     | –                      | 10 | 3                                | –                 |                       | –                   | 10                   | 12                   | –                      | –                   | –                    | –                    | 7                | –                      | –                      | –                               | –                | 5                 | –                     | –                    | 12                  | 8                      | –                      | –                               | 4                      | 7                   | 10                   | 10                    | 8                    | 10    | –  | 133 |
| Pays                 | Pays-Bas                                          | –                 | 2                     | 7                      | 3  | 12                               | 5                 | 2                     | 5                   | 4                    | 8                    | 5                      | 8                   | 3                    | 6                    | 12               | 5                      | 7                      | 2                               | 5                | 3                 | 7                     | 8                    | 2                   |                        | 6                      | 3                               | 3                      | 1                   | 2                    | –                     | 4                    | 2     | 4  | 146 |
| Pays                 | Le tableau suit l'ordre de passage des candidats. |                   |                       |                        |    |                                  |                   |                       |                     |                      |                      |                        |                     |                      |                      |                  |                        |                        |                                 |                  |                   |                       |                      |                     |                        |                        |                                 |                        |                     |                      |                       |                      |       |    |     |

### Finale
Lors de la finale,la Serbie-et-Monténégro et la Grèce ont reçu des points de tous les autres pays.
| Drapeau d'Andorre | Drapeau de l'Albanie                              | Drapeau de l'Autriche | Drapeau de la Bosnie-Herzégovine | Drapeau de la Belgique |    | Drapeau de la Suisse | Drapeau de Serbie-et-Monténégro | Drapeau de Chypre | Drapeau de l'Allemagne | Drapeau du Danemark | Drapeau de l'Estonie | Drapeau de l'Espagne | Drapeau de la Finlande | Drapeau de la France | Drapeau du Royaume-Uni | Drapeau de la Grèce | Drapeau de la Croatie | Drapeau de l'Irlande | Drapeau d’Israël | Drapeau de l'Islande | Drapeau de la Lituanie | Drapeau de la Lettonie | Drapeau de Monaco | Drapeau de la Macédoine | Drapeau de Malte | Drapeau des Pays-Bas | Drapeau de la Norvège | Drapeau de la Pologne | Drapeau du Portugal | Drapeau de la Roumanie | Drapeau de la Russie | Drapeau de la Suède | Drapeau de la Slovénie | Drapeau de la Turquie | Drapeau de l'Ukraine | Total |    |     |
| Pays              | Espagne                                           | 12                    | –                                | –                      | –  | 7                    | 2                               | 6                 | –                      | 7                   | 2                    | –                    | –                      |                      | –                      | 8                   | –                     | 3                    | –                | –                    | 8                      | 1                      | –                 | –                       | 3                | 1                    | 3                     | 4                     | –                   | 1                      | 12                   | 5                   | –                      | –                     | –                    | 2     | –  | 87  |
| Pays              | Autriche                                          | –                     | –                                |                        | –  | –                    | –                               | –                 | –                      | –                   | –                    | –                    | –                      | –                    | –                      | 4                   | –                     | 5                    | –                | –                    | –                      | –                      | –                 | –                       | –                | –                    | –                     | –                     | –                   | –                      | –                    | –                   | –                      | –                     | –                    | –     | –  | 9   |
| Pays              | Norvège                                           | –                     | –                                | –                      | –  | –                    | –                               | –                 | –                      | –                   | –                    | –                    | –                      | –                    | –                      | –                   | –                     | –                    | –                | –                    | –                      | –                      | –                 | –                       | –                | –                    | –                     | –                     |                     | –                      | –                    | –                   | –                      | 3                     | –                    | –     | –  | 3   |
| Pays              | France                                            | 7                     | 1                                | –                      | –  | 10                   | –                               | –                 | –                      | –                   | –                    | –                    | –                      | 4                    | –                      |                     | –                     | –                    | –                | –                    | –                      | –                      | –                 | –                       | 12               | –                    | –                     | –                     | –                   | –                      | 2                    | –                   | 4                      | –                     | –                    | –     | –  | 40  |
| Pays              | Serbie-et-Monténégro                              | 2                     | 7                                | 12                     | 12 | 3                    | 7                               | 12                |                        | 10                  | 10                   | 7                    | 1                      | 6                    | 10                     | 10                  | 3                     | 8                    | 12               | 3                    | 7                      | 7                      | 2                 | 5                       | 1                | 10                   | 6                     | 10                    | 6                   | 5                      | 7                    | 8                   | 10                     | 12                    | 12                   | 8     | 12 | 263 |
| Pays              | Malte                                             | 6                     | 3                                | –                      | 1  | –                    | –                               | –                 | –                      | –                   | –                    | 1                    | 6                      | –                    | –                      | –                   | 2                     | 1                    | 2                | 6                    | 4                      | –                      | 4                 | 6                       | –                | 3                    |                       | –                     | –                   | 3                      | 1                    | –                   | –                      | –                     | –                    | –     | 1  | 50  |
| Pays              | Pays-Bas                                          | –                     | –                                | –                      | –  | 6                    | –                               | –                 | –                      | –                   | –                    | –                    | 3                      | –                    | –                      | –                   | –                     | –                    | –                | –                    | –                      | –                      | –                 | –                       | –                | –                    | 2                     |                       | –                   | –                      | –                    | –                   | –                      | –                     | –                    | –     | –  | 11  |
| Pays              | Allemagne                                         | –                     | 2                                | 10                     | 3  | –                    | –                               | 10                | –                      | –                   |                      | –                    | 2                      | 12                   | –                      | 7                   | 4                     | –                    | 1                | 4                    | –                      | –                      | 1                 | –                       | 7                | –                    | –                     | 3                     | 1                   | 6                      | 8                    | 4                   | –                      | –                     | 3                    | 5     | –  | 93  |
| Pays              | Albanie                                           | –                     |                                  | 5                      | 4  | 1                    | –                               | 7                 | 8                      | –                   | 5                    | 4                    | –                      | –                    | 3                      | 1                   | 1                     | 10                   | 6                | 2                    | –                      | 4                      | –                 | 1                       | –                | 12                   | 10                    | 1                     | 3                   | –                      | –                    | 1                   | –                      | 7                     | 4                    | 6     | –  | 106 |
| Pays              | Ukraine                                           | 10                    | 5                                | 4                      | 6  | 5                    | 10                              | –                 | 10                     | 8                   | 6                    | 5                    | 12                     | 8                    | 8                      | 2                   | 5                     | 7                    | 8                | 7                    | 12                     | 12                     | 12                | 12                      | 6                | 8                    | 8                     | 7                     | 7                   | 12                     | 10                   | 6                   | 12                     | 10                    | 8                    | 12    |    | 280 |
| Pays              | Croatie                                           | –                     | –                                | 3                      | 10 | –                    | 5                               | 3                 | 5                      | –                   | 1                    | –                    | –                      | –                    | 1                      | –                   | –                     | –                    |                  | –                    | –                      | –                      | –                 | –                       | –                | 5                    | –                     | –                     | –                   | –                      | –                    | –                   | 5                      | –                     | 5                    | –     | 7  | 50  |
| Pays              | Bosnie-Herzégovine                                | –                     | 10                               | 7                      |    | –                    | –                               | 5                 | 6                      | –                   | –                    | 8                    | –                      | –                    | –                      | –                   | –                     | –                    | 10               | –                    | –                      | –                      | –                 | –                       | 4                | 4                    | –                     | 2                     | 10                  | –                      | –                    | –                   | –                      | 8                     | 10                   | 7     | –  | 91  |
| Pays              | Belgique                                          | 1                     | –                                | –                      | –  |                      | –                               | –                 | –                      | 1                   | –                    | –                    | –                      | –                    | –                      | –                   | –                     | –                    | –                | –                    | –                      | –                      | –                 | –                       | –                | –                    | –                     | 5                     | –                   | –                      | –                    | –                   | –                      | –                     | –                    | –     | –  | 7   |
| Pays              | Russie                                            | –                     | –                                | –                      | –  | –                    | 12                              | –                 | 1                      | 6                   | –                    | –                    | 8                      | –                    | 4                      | –                   | –                     | 2                    | –                | –                    | 6                      | –                      | 8                 | 10                      | –                | –                    | –                     | –                     | –                   | –                      | –                    | –                   |                        | –                     | –                    | –     | 10 | 67  |
| Pays              | Macédoine                                         | –                     | 6                                | –                      | 8  | –                    | –                               | 1                 | 12                     | –                   | –                    | –                    | –                      | –                    | –                      | –                   | –                     | –                    | 5                | –                    | –                      | –                      | –                 | –                       | –                |                      | 1                     | –                     | –                   | –                      | –                    | –                   | –                      | –                     | 7                    | 4     | 3  | 47  |
| Pays              | Grèce                                             | 8                     | 12                               | 2                      | 5  | 8                    | 6                               | 4                 | 7                      | 12                  | 7                    | 3                    | 5                      | 7                    | 6                      | 6                   | 12                    |                      | 7                | 5                    | 10                     | 6                      | 10                | 7                       | 10               | 7                    | 12                    | 6                     | 2                   | 7                      | 6                    | 12                  | 7                      | 4                     | 6                    | 10    | 8  | 252 |
| Pays              | Islande                                           | –                     | –                                | –                      | –  | –                    | –                               | –                 | –                      | –                   | –                    | 2                    | –                      | –                    | 2                      | –                   | –                     | –                    | –                | –                    | –                      |                        | –                 | –                       | 5                | –                    | –                     | –                     | 5                   | –                      | –                    | –                   | 2                      | –                     | –                    | –     | –  | 16  |
| Pays              | Irlande                                           | –                     | –                                | –                      | –  | –                    | –                               | –                 | –                      | –                   | –                    | –                    | –                      | –                    | –                      | –                   | 7                     | –                    | –                |                      | –                      | –                      | –                 | –                       | –                | –                    | –                     | –                     | –                   | –                      | –                    | –                   | –                      | –                     | –                    | –     | –  | 7   |
| Pays              | Pologne                                           | –                     | –                                | –                      | –  | –                    | –                               | –                 | –                      | 2                   | 4                    | –                    | –                      | 1                    | –                      | –                   | –                     | 4                    | –                | –                    | –                      | 3                      | 7                 | –                       | –                | –                    | –                     | –                     | –                   |                        | –                    | –                   | –                      | 1                     | –                    | –     | 5  | 27  |
| Pays              | Royaume-Uni                                       | –                     | –                                | –                      | –  | –                    | 1                               | –                 | –                      | –                   | –                    | –                    | 4                      | –                    | –                      | –                   |                       | –                    | –                | 8                    | –                      | 2                      | –                 | 3                       | –                | –                    | 4                     | –                     | –                   | 2                      | –                    | 2                   | 1                      | 2                     | –                    | –     | –  | 29  |
| Pays              | Chypre                                            | 4                     | –                                | 6                      | –  | 4                    | 8                               | 2                 | 3                      |                     | 8                    | 6                    | 7                      | 3                    | 7                      | 5                   | 10                    | 12                   | 4                | 10                   | 3                      | 10                     | 5                 | 4                       | 2                | –                    | 7                     | 8                     | 4                   | 4                      | 3                    | 3                   | 6                      | 6                     | 1                    | 1     | 4  | 170 |
| Pays              | Turquie                                           | 3                     | 8                                | 8                      | 7  | 12                   | 3                               | 8                 | 2                      | 4                   | 12                   | 10                   | –                      | 2                    | 5                      | 12                  | 6                     | 6                    | 3                | 1                    | 2                      | 5                      | 3                 | 2                       | 8                | 6                    | –                     | 12                    | 8                   | 8                      | –                    | 10                  | 8                      | 5                     | –                    |       | 6  | 195 |
| Pays              | Roumanie                                          | –                     | –                                | –                      | –  | –                    | –                               | –                 | –                      | 3                   | –                    | –                    | –                      | 10                   | –                      | –                   | –                     | –                    | –                | –                    | 1                      | –                      | –                 | –                       | –                | –                    | –                     | –                     | –                   | –                      | 4                    |                     | –                      | –                     | –                    | –     | –  | 18  |
| Pays              | Suède                                             | 5                     | 4                                | 1                      | 2  | 2                    | 4                               | –                 | 4                      | 5                   | 3                    | 12                   | 10                     | 5                    | 12                     | 3                   | 8                     | –                    | –                | 12                   | 5                      | 8                      | 6                 | 8                       | –                | 2                    | 5                     | –                     | 12                  | 10                     | 5                    | 7                   | 3                      |                       | 2                    | 3     | 2  | 170 |
| Pays              | Le tableau suit l'ordre de passage des candidats. |                       |                                  |                        |    |                      |                                 |                   |                        |                     |                      |                      |                        |                      |                        |                     |                       |                      |                  |                      |                        |                        |                   |                         |                  |                      |                       |                       |                     |                        |                      |                     |                        |                       |                      |       |    |     |

## Prix Marcel-Bezençon
| Catégorie                                   | Pays                 | Artiste(s)        | Chanson               | Place | Points |
| ------------------------------------------- | -------------------- | ----------------- | --------------------- | ----- | ------ |
| Prix de la meilleure performance artistique | Ukraine              | Ruslana           | Wild Dances           | 1     | 280    |
| Prix de la presse                           | Serbie-et-Monténégro | Željko Joksimović | Lane moje             | 2     | 263    |
| Prix de la meilleure composition            | Chypre               | Lisa Andreas      | Stronger Every Minute | 5     | 170    |

## Télédiffuseurs
| Pays                 | Télédiffuseur(s)        | Commentateur(s)                         | Porte-parole               |
| -------------------- | ----------------------- | --------------------------------------- | -------------------------- |
| Albanie              | RTSH                    | Leon Menkshi                            | Zhani Ciko                 |
| Allemagne            | Das Erste               | Peter Urban                             | Thomas Anders              |
| Allemagne            | Deutschlandfunk         | Thomas Mohr                             | Thomas Anders              |
| Andorre              | RTVA                    | Meri Picart & Josep Lluís Trabal        | Pati Molné                 |
| Autriche             | ORF 2                   | Andi Knoll                              | Dodo Roščić                |
| Autriche             | Hitradio Ö3             | Martin Blumenau                         | Dodo Roščić                |
| Belgique             | La Une                  | Jean-Pierre Hautier                     | Martine Prenen             |
| Belgique             | La Première             | Patrick Duhamel & Serge Otthiers        | Martine Prenen             |
| Belgique             | VRT TV1                 | André Vermeulen & Bart Peeters          | Martine Prenen             |
| Belgique             | VRT Radio 2             | Julien Put & Michel Follet              | Martine Prenen             |
| Biélorussie          | BTRC                    | Denis Kurian                            | Denis Kurian               |
| Bosnie-Herzégovine   | BHTV1                   | Dejan Kukric                            | Mija Martina               |
| Chypre               | RIK 1                   | Evi Papamichail                         | Loukas Hamatsos            |
| Croatie              | HRT                     | Aleksandar Kostadinov                   | Barbara Kolar              |
| Danemark             | DR1                     | Jørgen de Mylius                        | Camilla Ottesen            |
| Espagne              | TVE1                    | Beatriz Pécker                          | Anne Igartiburu            |
| Estonie              | ETV                     | Marko Reikop                            | Maarja-Liis Ilus           |
| Finlande             | YLE TV2                 | Markus Kajo & Asko Murtomäki            | Anna Stenlund              |
| Finlande             | YLE Radio Suomi         | Sanna Kojo & Jorma Hietamäki            | Anna Stenlund              |
| France               | France 3                | Laurent Ruquier & Elsa Fayer            | Alex Taylor                |
| France               | France Bleu             | Jean-Luc Delarue                        | Alex Taylor                |
| Grèce                | ET1                     | Dafni Bokota                            | Alexis Kostalas            |
| Irlande              | RTÉ One                 | Marty Whelan                            | Johnny Logan               |
| Irlande              | RTÉ Radio 1             | Brendan Balfe                           | Johnny Logan               |
| Islande              | Sjónvarpið              | Gísli Marteinn Baldursson               | Sigrún Ósk Kristjánsdóttir |
| Israël               | Télévision Israélienne  | pas de commentateur                     | Merav Miller               |
| Lettonie             | LTV                     | Kārlis Streips                          | Lauris Reiniks             |
| Lituanie             | LRT                     | Darius Užkuraitis                       | Rolandas Vilkončius        |
| Macédoine            | MTV 1                   | Milanka Rašik                           | Karolina Petkovska         |
| Malte                | PBS                     | Eileen Montesin                         | Claire Agius               |
| Monaco               | TMC                     | Bernard Montiel & Génie Godula          | Anne Allegrini             |
| Norvège              | NRK1                    | Jostein Pedersen                        | Ingvild Helljesen          |
| Pays-Bas             | Nederland 2             | Willem van Beusekom & Cornald Maas      | Esther Hart                |
| Pays-Bas             | Radio 3                 | Hijlco Span & Ron Stoeltie              | Esther Hart                |
| Pologne              | TVP 1                   | Artur Orzech                            | Maciej Orłoś               |
| Portugal             | RTP1                    | Eládio Climaco                          | Isabel Angelino            |
| Roumanie             | TVR2                    | Andreea Demirgian                       | Andreea Marin              |
| Royaume-Uni          | BBC Three (Demi-finale) | Paddy O’Connell                         | Lorraine Kelly             |
| Royaume-Uni          | BBC One (Finale)        | Terry Wogan                             | Lorraine Kelly             |
| Royaume-Uni          | BBC Radio 2             | Ken Bruce                               | Lorraine Kelly             |
| Russie               | Perviy Kanal            | Yuri Aksyuta & Yelena Batinova          | Yana Churikova             |
| Serbie-et-Monténégro | RTS1                    | Duška Vučinić-Lučić & Mladen Popović    | Nataša Miljković           |
| Serbie-et-Monténégro | TVCG2                   | Dražen Bauković & Tamara Ivanković      | Nataša Miljković           |
| Slovénie             | SLO1                    | Andrea F                                | Peter Poles                |
| Suède                | SVT1                    | Pekka Heino                             | Jovan Radomir              |
| Suède                | SR P3                   | Carolina Norén                          | Jovan Radomir              |
| Suisse               | TSR 2                   | Jean-Marc Richard                       | Emel Aykanat               |
| Suisse               | SF2                     | Sandra Studer                           | Emel Aykanat               |
| Suisse               | TSI 1                   | Daniela Tami & Claudio Lazzarino        | Emel Aykanat               |
| Turquie              | TRT 1                   | Bülend Özveren & Didem Tolunay          | Meltem Ersan Yazgan        |
| Turquie              | TRT Radyo 3             | Ümit Tunçağ, Osman Erkan & Gülşah Banda | Meltem Ersan Yazgan        |
| Ukraine              | NTU                     | Rodion Pryntsevsky                      | Pavlo Shylko               |
| Ukraine              | NRU                     | Tetjana Terekhova & Oles Kruglyakov     | Pavlo Shylko               |

Le concours fut également diffusé en Arménie, en Australie, aux États-Unis, au Kosovo et à Porto Rico.

## Galerie

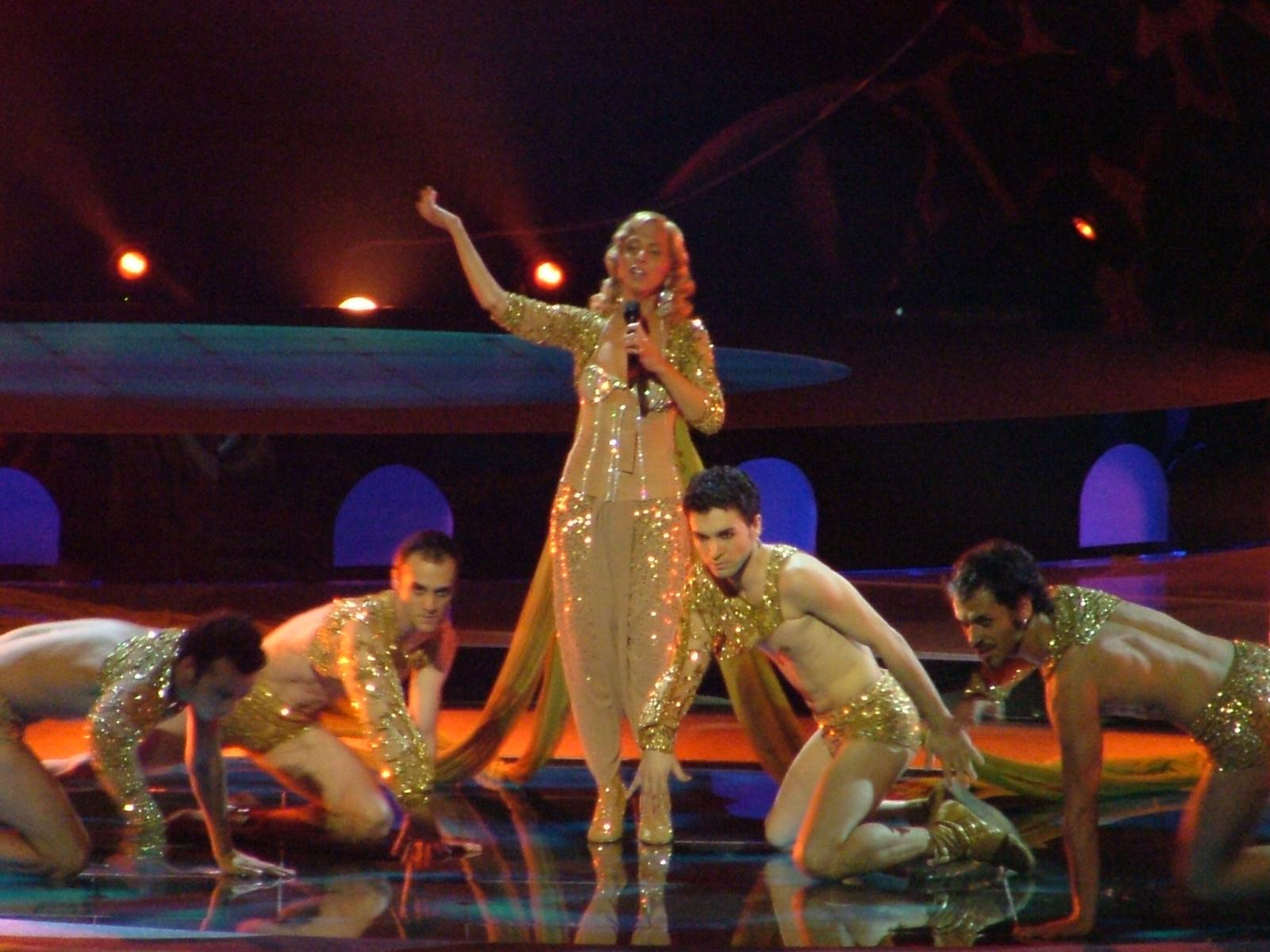
Sertab Erener interprétant Everyway That I Can  en ouverture.
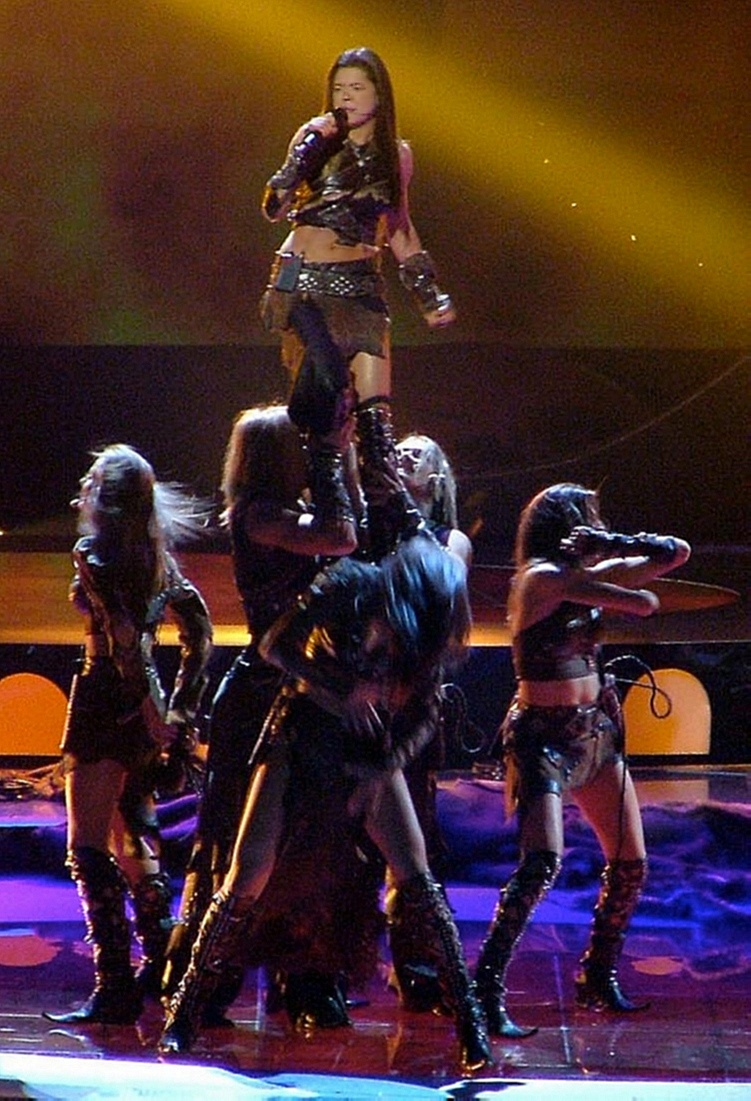
Ruslana interprétant Wild Dances pour l'Ukraine.
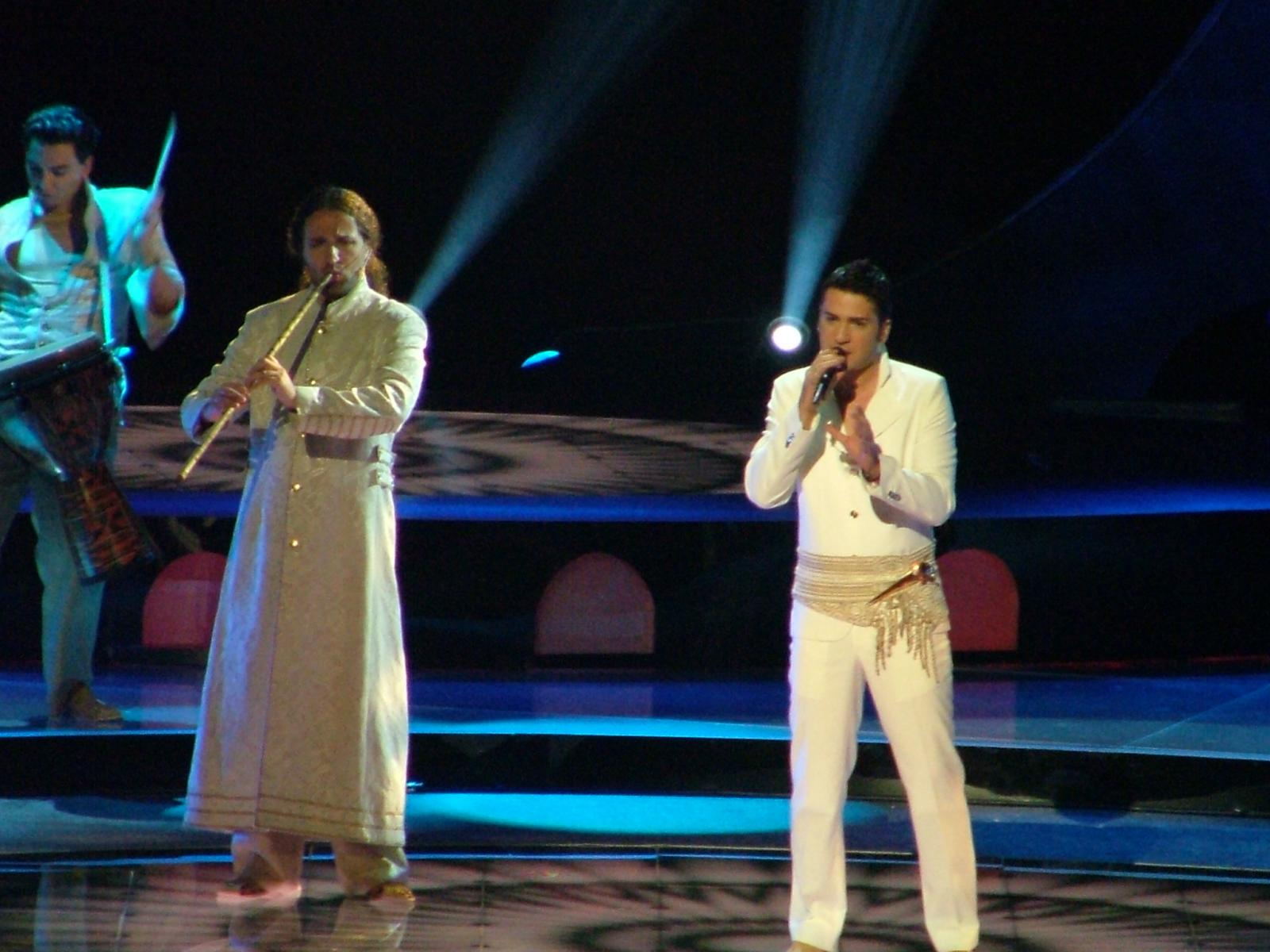
Željko Joksimović interprétant Lane moje pour la Serbie-et-Monténégro.
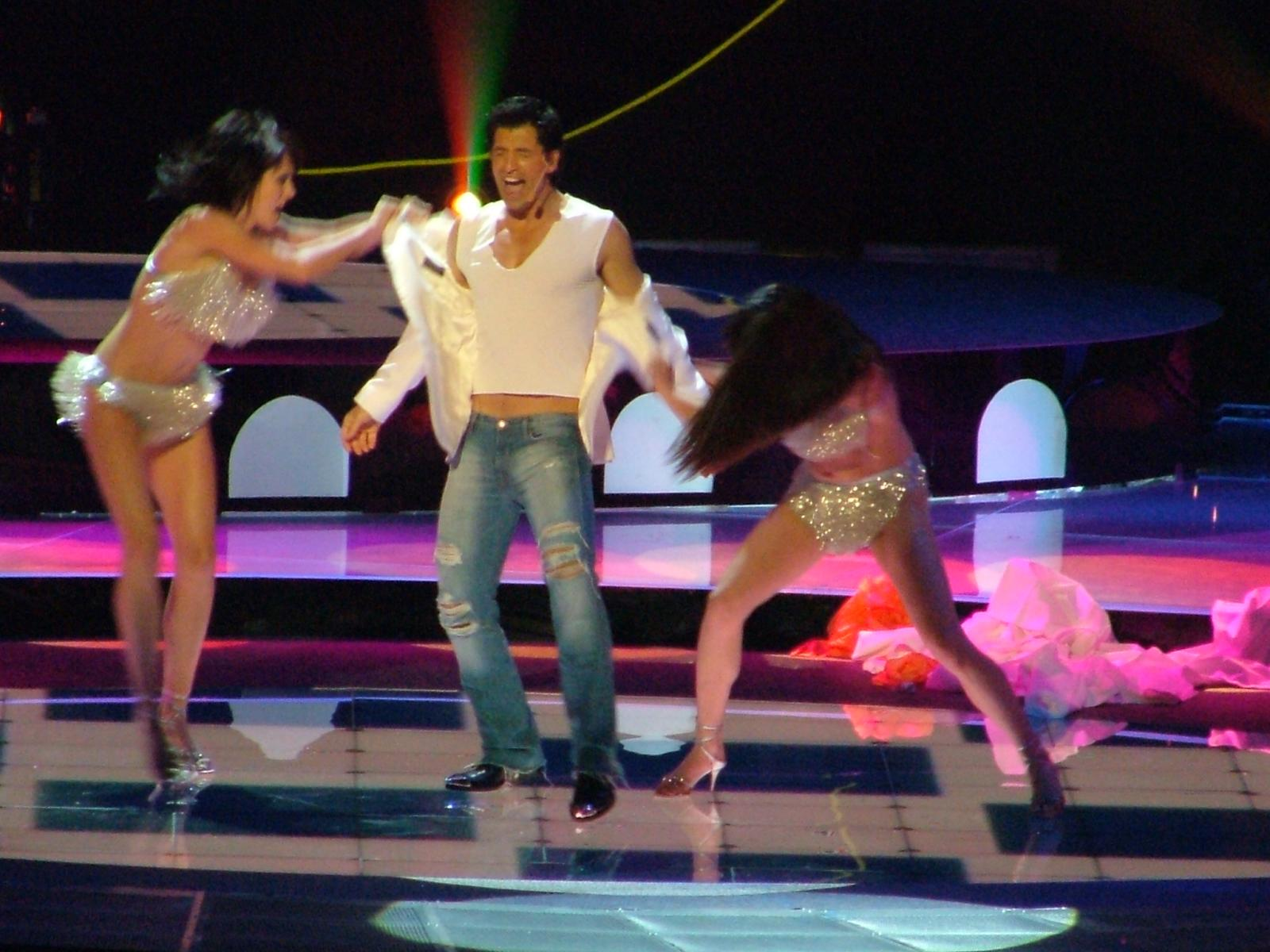
Sákis Rouvás interprétant Shake It pour la Grèce.